# 장무 (전한)
장무(張武, ? ~ ?)는 전한 전기의 관료이다.

## 행적
고후 8년(기원전 180년), 고후가 죽고 주발 및 유양을 비롯한 공경·황족들이 여씨 세력을 축출하였다. 본래 유양이 황제가 되기로 하였으나 그의 외가 사(駟)씨가 세도를 부릴 것을 걱정하여 대왕 유항으로 바꾸었고, 유항을 모시러 대나라에 사람을 보냈다. 대나라의 낭중령 장무를 비롯한 신하들은 유항에게 저들의 속내가 의심스러우니 일단 사태를 관망하자고 하였으나, 중위 송창만은 반대로 주장하였다. 문제는 장무 등 관료 여섯 명을 시켜 장안에 직접 가 보게 하였고, 과연 조정에 변고가 일어난 것을 알게 되어 황제로 즉위하였다(문제). 장무는 그대로 황실의 낭중령이 되었다.
문제 14년(기원전 166년), 흉노가 기병 4만 명을 이끌고 조나(朝那)·소관(蕭關)을 침입하여 북지도위 손앙을 죽이고 수많은 백성과 가축들을 노략질하였다. 또 팽양(彭陽)에 이르러 병사들을 풀어 회중궁(回中宮)을 불태웠고, 척후병을 감천궁에까지 보냈다. 이에 문제는 장무를 거기장군, 중위 주사를 위장군에 임명하고 병거 천 승·기병 10만 명을 주어 장안의 곁에 주둔시켜 대비하였다.
문제 후6년(기원전 159년) 겨울, 흉노가 상군·운중군을 침략하였다. 장군에 임명된 장무는 북지에 주둔하여 영면·소의·주아부·유례·서한과 함께 응전을 준비하였으나, 몇 달 후 흉노가 돌아가니 모두 철수하였다.
문제 후7년(기원전 157년), 문제가 붕어하였다. 장무는 문제의 유언으로 복토장군(復土將軍)에 임명되어 장례를 주관하였다.
문제 생전에 장무는 뇌물을 받은 적이 있었는데, 오히려 문제가 이 사실을 알고도 상을 더욱 내려주니 부끄러워하였다.

## 출전
- 사마천, 《사기》
  - 권10 효문본기
  - 110 흉노열전
- 반고, 《한서》
  - 권4 문제기
  - 권19하 백관공경표 下